# Locul fosilifer Monoroștia
Locul fosilifer Monoroștia este o arie protejată de interes național ce corespunde categoriei a IV-a IUCN (rezervație naturală de tip paleontologic), situat în județul Arad, pe teritoriul administrativ al comunei Bârzava.
Rezervația naturală afalată în partea nord-estică a satului Monoroștia, într-o zonă forestieră, la confluența pârâului Eruga cu Valea Monoroștiei, are o suprafață de 0,10 ha, și reprezintă afloriment în malul unui curs de apă, ce adăpostește depozite de faună fosilă (atribuite Ponțianului mediu) constituite din cochilii de moluște.